# Острів Моїсеєва
О́стрів Моїсе́єва (рос. Остров Моисеева) — невеликий острів в затоці Петра Великого Японського моря. Знаходиться за 2,4 км на південь від острова Рікорда та за 410 м на південний схід від сусіднього острова Моїсеєва. Адміністративно належить до Первомайського району Владивостока Приморського краю Росії.

## Географія
Острів видовженою форми із заходу на схід. До сусіднього острова Сергеєва тягнеться риф з глибинами 2,4-2,8 м довжиною 480 м. Острів вкритий широколистим лісом, місцями невеликі трав'янисті луки. На півночі є гальковий пляж. З півдня розміщена широка бухта з валунним та гальковим пляжами. Там же є джерело прісної води. В західній та східній частинах містяться зарослі височини, з яких вища є західна. Південні схили цих височин стрімко обриваються до води безпосередньо від вершин, а північні — полого спускаються до берега. На південному березі міститься кам'яний палець висотою 18 м.

## Історія
Острів нанесений на карту експедицією підполковника корпусу флотських штурманів Василя Бабкіна в 1862–1863 роках. Названий в 1880-их роках на честь прапорщика корпусу флотських штурманів С. І. Моїсеєва, який брав активну участь в опису затоки Петра Великого.